# 3668 Ilfpetrov
3668 Ilfpetrov (1982 UM7) là một tiểu hành tinh vành đai chính được phát hiện ngày 21 tháng 10 năm 1982 bởi Karachkina, L. G. ở Nauchnyj. The asteroidđược đặt tên theo tên của Ilf và Petrov, two collaborative Soviet satirists best known for their novel, The Twelve Chairs.